# Philippe Goibaud-Dubois
Pour les articles homonymes, voir Dubois.
Philippe Goibaud-Dubois, né à Poitiers le 3 juin 1626 et mort le 1er juillet 1694, est un écrivain et traducteur français.

## Biographie
Arrivé à Paris sans savoir autre chose que jouer du violon, il se fait maître à danser. C'est en cette qualité qu'il entre chez le Louis Joseph de Guise, encore enfant. Le petit duc s'attache à lui et ne veut pas d'autre gouverneur. C'est ainsi qu'à l'âge de trente ans, le maître de danse se met au latin sous la direction des professeurs de Port-Royal. « Il prit même assez leur manière d'écrire, raconte l'abbé d'Olivet, ce style grave, soutenu, périodique, mais un peu trop uniforme. »
Lorsque le duc de Guise meurt prématurément de la petite vérole en 1671, Goibaud-Dubois se consacre tout entier à la traduction des ouvrages latins qu'il estime les plus utiles. Il traduit ainsi la plupart des œuvres de Saint Augustin, plusieurs ouvrages de Cicéron, ainsi que L'Imitation de Jésus-Christ. Il édite Catulle et publie un ouvrage sur le jansénisme en 1685. Il rédige les Mémoires de Henri II de Guise, qui sont publiées et complétées par l'écuyer du duc en 1668 et 1687. Il est élu membre de l'Académie française en 1693.
On a reproché à Goibaud-Dubois d'avoir mis les auteurs qu'il traduisait dans un seul et même moule. L'abbé d'Olivet rapporte à ce sujet l'anecdote suivante :

« Une dame de goût me demanda comment il se pouvait que S. Augustin et Cicéron, deux auteurs qui ont écrit sur des matières si différentes, et qui ont vécu en des temps si éloignés l'un de l'autre, eussent un style tout à fait semblable. Je lui demandai à mon tour où elle avait donc trouvé cette prétendue conformité. Est-ce, ajoutai-je, dans le choix ou l'arrangement des mots ? Est-ce dans le tour des pensées ? — C'est, me dit-elle, dans M. Dubois. J'y trouve que S. Augustin et Cicéron étaient deux grands faiseurs de phrases qui disaient tout sur le même ton. »